# Vorbind de lup
Vorbind de lup (în engleză Speaking of the Devil, în italiană Un piede in paradiso) este un film de comedie italian din 1991, regizat de Enzo Barboni (E.B. Clucher) și avându-l în rolul principal pe Bud Spencer. El este ultima colaborare între Barboni și Bud Spencer. Rolul lui Victor era destinat inițial să fie interpretat de Terence Hill, dar Hill a trebuit să refuze pentru că era ocupat cu filmarea serialului TV Lucky Luke. Filmul a fost filmat în Florida.

## Rezumat
Bull Webster (Bud Spencer) este conducătorul unei mici companii de taxi din Miami. În ciuda dificultăților financiare, șoferii săi luptă pentru păstrarea companiei și acceptă reduceri salariale, în scopul de a salva compania, chiar dacă ei nu mai cred în succesul ei. Rockwood Enterprises, cea mai mare companie de taxi și principalul concurent, încearcă prin toate mijloacele să o cumpere. Bull Webster este un bun familist, dar descoperă, cu toate acestea, că a câștigat la loterie suma de 150 de milioane de dolari. 
Știindu-se acest lucru înainte de a se petrece, raiul și iadul trimit doi emisari, un înger (Victor) și un diavol (Veronica), care au sarcina de a-l aduce pe Bull primul pe calea cea dreaptă, iar cel de-al doilea pe calea cea rea. În luptă pentru sufletul lui Bull, cei dușmani recurg adesea la metode aspre. Din lipsă de bani, un băiat luat în taxi de Bull îi dă taximetristului tot ce avea prin buzunar, printre care și un bilet de loterie care urmează să câștige peste 150 de milioane de dolari, fără că tânărul să știe. Bull află această veste și își caută disperat sacoul, fără a-l găsi. Cei de la Rockwood află, de asemenea, de acest bilet și încep o cursă pentru a-l găsi ei primii, înaintea lui Bull. În cele din urmă, Bull găsește biletul dar este șantajat cu uciderea prietenului său Victor dacă nu-l va da celor de la Rockwood.
Dar niciunul dintre cei doi trimiși pe Pământ nu va câștiga, deși taximetristul decide să renunțe la bilet pentru a salva viața lui Victor. În final, banii ajung la Buddy, salvându-i atât compania, cât și sufletul. Îngerul și diavolul își pierd amândoi puterile și devin muritori de rând, lucrând pentru Bull care datorită banilor câștigați la loterie și-a scăpat compania de la faliment prin transformarea ei într-o mare companie de transport cu limuzina.

## Distribuție
- Bud Spencer - Bull Webster
- Carol Alt - Veronica Flame
- Thierry Lhermitte - Victor
- Ian Bannen - Lucifer
- Jean Sorel - Fratele mai mare
- Sharon Madden - Betty Webster, soția lui Bull
- Sean Arnold - Morrison
- Riccardo Pizzuti - taximetrist (taxi roșu)
- Diamante Spencer - Candice, fiica lui Bull

### Dubluri în italiană
- Glauco Onorato - Bull Webster
- Pino Colizzi - Fratele mai mare
- Pietro Biondi - Lucifer

## Despre film
Acesta este ultimul film, în ordine cronologică, în care Glauco Onorato dublează în limba italiană vocea lui Bud Spencer.